# Alfa Romeo 8C Competizione
Alfa Romeo 8C Competizione är en sportbil, tillverkad av den italienska biltillverkaren Alfa Romeo mellan 2007 och 2010.
Bilen visades första gången på Frankfurtsalongen 2003 som en konceptbil. På Pebble Beach Concours d’Elegance 2005 visades en öppen version. De positiva reaktionerna från publiken ledde till att Alfa beslutade att serietillverka bilen och en produktionsklar modell visades på Bilsalongen i Paris 2006. Tillverkningen påbörjades 2007 och stannade vid 500 exemplar.
Tekniken baseras på koncernsyskonet Maserati GranTurismo. Motorn är en större version av den V8 som sitter i Maseratin och Ferrari F430. Motorn är frontmonterad medan den halvautomatiska växellådan sitter monterad bak vid differentialen, så kallad transaxel. Detta gör 8C till den första bakhjulsdrivna Alfan sedan Alfa Spider lades ned 1993. Karossen, som ritats av Alfa Romeos egen designstudio, är gjord i kolfiber. Bilen såldes aldrig i Sverige.

## Spider
På Genèvesalongen 2008 introducerades den öppna Spider-versionen. Bilen byggs i 500 exemplar.